# Abbaye Sainte-Gertrude d'Am Mellensee
Pour les articles homonymes, voir Sainte-Gertrude.
L'abbaye Sainte-Gertrude (en allemand : abtei St. Gertrud) se trouve à Alexanderdorf, village de 650 habitants qui fait partie de la commune d'Allemagne d'Am Mellensee, dans le Brandebourg (arrondissement de Teltow-Fläming). C'est le premier monastère féminin de bénédictines à avoir été fondé après la Réforme protestante dans le Brandebourg. La communauté en effet s'y est installée en 1934 et le monastère est devenu abbaye en 1984. Elle est dédiée à sainte Gertrude et réunit une trentaine de moniales suivant la règle de saint Benoît.

## Historique

### Fondation d'une communauté
Un groupe d'infirmières catholiques avaient pris l'habitude, au moment de la chute de l'Empire allemand et de la fin de la Première Guerre mondiale de se rendre à la messe chaque matin et de se réunir après leur service pour prier. Elles fondent en 1924 une communauté, sous le patronage de sainte Hildegarde.

### Fondation d'un monastère
Lorsque la communauté doit quitter sa maison de soins de Berlin en 1934, les sœurs s'installent à trente kilomètres au sud de Berlin dans une ancienne demeure domaniale située dans le village d'Alexanderdorf, afin de créer un véritable monastère sous la règle bénédictine. Elles réaménagent et agrandissent les bâtiments, construisent une chapelle, une aile conventuelle vouée à la clôture monastique et une hôtellerie pour les retraitantes.

### Établissement de la zone soviétique
Les religieuses sont tolérées au début de l'époque de l'établissement de la zone soviétique, mais lorsque la république démocratique allemande est fondée en 1949, vingt-deux religieuses doivent s'installer en Westphalie et fonder dans le diocèse de Münster un monastère dédié à sainte Scholastique, sœur de saint Benoît à Dinklage (Basse-Saxe). Cette abbaye de Dinklage est toujours unie à l'abbaye Sainte-Gertrude aujourd'hui.

### Aujourd'hui
Les bénédictines reçoivent pour des retraites dans leur hôtellerie de vingt-deux chambres. Elles vivent de la confection de paramentique et d'hosties, ainsi que des produits de leur potager.
L'abbaye a été restaurée entre 1998 et 2000, et l'église construite dans un ancien hangar en 1978.

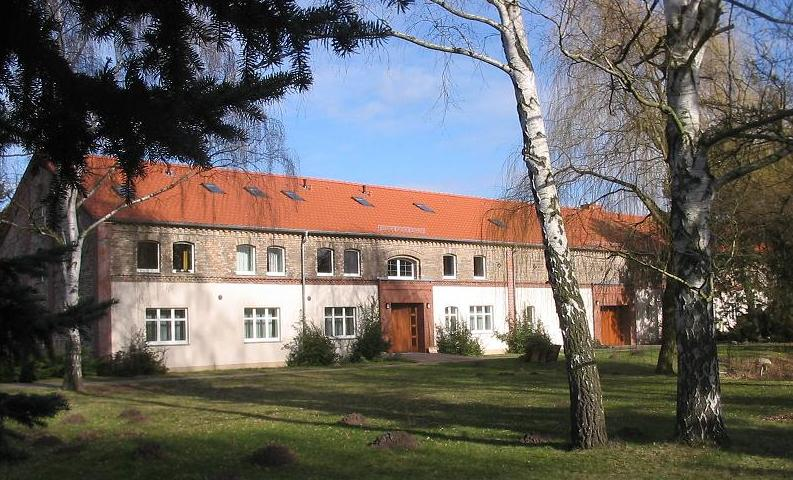
Hôtellerie de l'abbaye Sainte-Gertrude

## Source
- (de) Cet article est partiellement ou en totalité issu de l’article de Wikipédia en allemand intitulé « Kloster Alexanderdorf » (voir la liste des auteurs).